# Alysia kokujevi
Alysia kokujevi är en stekelart som beskrevs av Vladimir Ivanovich Tobias 1986. Alysia kokujevi ingår i släktet Alysia och familjen bracksteklar. Inga underarter finns listade i Catalogue of Life.